# Кузьмин, Александр Викторович
Алекса́ндр Ви́кторович Кузьми́н (12 июля 1951, Москва — 26 сентября 2019, Москва) — советский и российский архитектор, президент Российской академии архитектуры и строительных наук, генеральный директор АО «НИЦ „Строительство“», главный архитектор города Москвы (1996—2012), действительный член Российской академии художеств, профессор и академик Международной академии архитектуры. Народный архитектор Российской Федерации (2003), Заслуженный архитектор Российской Федерации (1997), почётный строитель России и Москвы.

## Биография
Родился в Москве, в Сокольниках в семье военного моряка 12 июля 1951 года. С детства любил рисовать, окончил художественную школу, а в девятом классе узнал о существовании Московского архитектурного института (МАРХИ) и стал посещать подготовительные курсы. Позже Кузьмин неоднократно называл себя «случайным архитектором». В 1974 году окончил факультет градостроительства МАРХИ.
С 1974 по 1991 годы работал в Институт Генплана Москвы, прошёл путь от архитектора до главного архитектора института. Был секретарём бюро ВЛКСМ НИиПИ Генплана города Москвы.
В 1991 году назначен сначала заместителем, а потом первым заместителем председателя Комитета по архитектуре и градостроительству города Москвы. С сентября 1996 по июнь 2012 года — Председатель Москомархитектуры, главный архитектор города Москвы. Его считали проводником архитектурных идей Юрия Лужкова т. н. «лужковским» стилем. При Кузьмине происходили многие знаковые перемены в облике Москвы: преобразование Манежной площади и появление памятника Петру I, снос и повторное строительство здания «Военторга» и гостиницы «Москва», концепция восстановления Манежа, развитие территории Ходынского поля и планировки парка «Царицыно».
В апреле 2009 года избран вице-президентом Российской академии архитектуры и строительных наук (РААСН). Член правления Союза архитекторов России и Союза московских архитекторов, председатель Совета главных архитекторов субъектов РФ и муниципальных образований, председатель Совета главных архитекторов столиц СНГ.
В апреле 2010 года демонстративно покинул слушания Общественной палаты Российской Федерации, посвящённые критике генплана развития Москвы до 2025 года. В конце 2011 года переназначен на пост главы ведомства новым мэром Москвы Сергеем Собяниным «на срок полномочий мэра», став одним из немногих чиновников, сохранивших свою должность после отставки Юрия Лужкова.
12 июля 2012 года подал в отставку с поста главного архитектора города Москвы.
С октября 2012 года по апрель 2014 года являлся вице-президентом, главным архитектором компании «Автотор Холдинг». С сентября 2013 — основатель ООО «Архитектурная лаборатория „АК и партнёры“».
Распоряжением Росимущества от 7 марта 2014 года № 127-р назначен генеральным директором ОАО «НИЦ „Строительство“».
17 апреля 2014 года общим собранием Российской академии архитектуры и строительных наук избран, и 28 мая 2014 года Правительством Российской Федерации утверждён в должности Президента РААСН.
Кузьмин — руководитель, автор и соавтор более 60 крупных градостроительных проектов и научных трудов, в числе которых «Основные направления градостроительного развития Москвы и Московской области на период до 2010 года»; «Проект Генерального плана развития г. Москвы на период до 2020 года»; «Предложения по развитию и реорганизации производственных зон г. Москвы»; «Основные направления сохранения и развития территорий природного комплекса г. Москвы»; проекты строительства МКАД, третьего и четвёртого транспортных колец Москвы; «Проект реконструкции Московской окружной железной дороги под пассажирское движение» и другие.
В 2013 году, возглавляя авторские коллективы, разработал и подготовил к утверждению Правительством города Калининграда «Проект планировки Кластера полнопрофильных автомобильных производств и нового жилого района», «Концепцию развития исторического центра Сергиева Посада Московской области» («Медленный город»), а также по поручению Губернатора Иркутской области — «Концепцию развития исторического центра города Иркутска».
Кузьмин являлся руководителем и автором более 30 реализованных архитектурных проектов, в том числе «Реставрации Старого Гостиного двора», «Восстановления Манежа»; проекта планировки «Природно-исторического парка „Царицыно“»; «Концепции развития территории Ходынского поля»; проектов Ледового дворца в Крылатском и Детской Олимпийской деревни, проекта строительства комплекса административных зданий «Москва-СИТИ»; проектов пешеходных мостов через Москва-реку; проектов памятников Воинам внутренних войск, к 200-летию МВД, Воинам антигитлеровской коалиции, Шарлю де Голлю, Алишеру Навои, Низами, Сергею Королёву и многих других комплексных градостроительных, архитектурно-планировочных работ, проектов объемного строительства и реконструкции, объектов монументально-декоративного искусства.
Автор более 10 внесённых на рассмотрение в Московскую городскую Думу и принятых законов.
Автор эссе в трёх томах «Батонэ и голова» (2016), автор иллюстрированного сборника «Кузьминки» (2011), составитель энциклопедического издания «Кавалеры Военного Ордена Святого Великомученика и Победоносца Георгия за период с 1914 по 1918 годы» (2008).
Увлекался русской историей, был болельщиком московского «Динамо».
Александр Кузьмин скончался в ночь на 27 сентября 2019 года в возрасте 68 лет. Похоронен на Ваганьковском кладбище.

### Семья
- Вторая жена — Наталья Николаевна Григорьева[15] (в браке с 23 ноября 1996 года, венчание 18 мая 2003 года).
- Дочь — Александра Кузьмина (род. 11 июня 1977) — главный архитектор Московской области с июня 2019 года[16].
- Сын — Даниил Кузьмин[16] (род. 18 августа 1997).
- Приёмная дочь — Анастасия Григорьева (1982—2009) — дочь второй супруги Кузьмина от первого брака[15].

## Награды
- Кавалер ордена Искусств и литературы (Франция)
- Народный архитектор Российской Федерации (22 ноября 2003 года) — за большие заслуги в области искусства[17]
- Заслуженный архитектор Российской Федерации (6 октября 1997 года) — за большой вклад в укрепление экономики, развитие социальной сферы и в связи с 850-летием основания Москвы[18]
- Почётная грамота Президента Российской Федерации (17 декабря 2011 года) — за большой вклад в реконструкцию, реставрацию, техническое оснащение и торжественное открытие федерального государственного бюджетного учреждения культуры «Государственный академический Большой театр России»[19]
- Государственная премия Российской Федерации в области архитектуры за 1999 год — за жилой комплекс на улице Удальцова в Москве (Олимпийская деревня для проведения Всемирных юношеских игр 1998 года)
- Премия Правительства Российской Федерации в области науки и техники за 2007 год — за проектирование и реализацию в г. Москве комплексной застройки на примере жилого района Марьинский парк в Юго-Восточном административном округе[20].
- Знак отличия «За безупречную службу городу Москве» (Указ Мэра Москвы от 25.07.2011 № 56-УМ)
- Почётная грамота Московской городской думы (19 декабря 2018 года) — за заслуги перед городским сообществом[21]
- Две премии правительства Москвы
- Четыре ордена Русской Православной Церкви
- Золотая медаль им. В. Г. Шухова
- Золотые медали Российской академии архитектуры и строительных наук
- Золотые медали Российской Академии художеств
- Кавалер Инженерного общества Бельгии «За заслуги в изобретениях».